# Campanet
Campanet ist eine Gemeinde auf der spanischen Baleareninsel Mallorca. Sie findet sich im Norden der Insel.

## Statistik
1991 waren 83,40 % der Einwohner Mallorquiner, 13,02 % kamen aus anderen spanischen Provinzen und 3,58 % waren Ausländer. Die Gemeinde hat in den 1990er Jahren die gleiche Einwohneranzahl wie 1860. Den höchsten Stand erreichte Campanet 1920 mit 3183 Einwohnern. 2024 hatte die Gemeinde 2.824 Einwohner. 2006 betrug der Ausländeranteil 12,9 % (323), der Anteil deutscher Einwohner 2,3 % (57).

## Geografie

### Lage
Der Gemeindebezirk liegt an der Hauptstraße MA-13, von Inca in Richtung Alcúdia. Campanet umfasst eine Fläche von 34,62 km² und grenzt an die Gemeinden Pollença, sa Pobla, Búger, Selva und Escorca. Der Norden des Gebietes ist gebirgig, im Zentrum schließt sich eine hügelige Landschaft an, die sich aus den alluvialen Tälern der Torrents Comafrea und Caselles – welche nach ihrer Vereinigung den Torent Sant Miquel bilden – geformt hat. Eine alluviale Ebene breitet sich im Süden der Gemeinde aus.
Die Berge im nördlichen Teil erreichen keine besonders hervorzuhebende Höhe, aber hier befinden sich viele Brunnen (Fontänen), was vielleicht das charakteristischste für die Gemeinde ist. Durch Filtration in der Regenzeit bilden sich im Gebirge beachtenswerte Quellen, wie zum Beispiel die „fonts Ufanes de Gabellí“.

### Orte der Gemeinde
Zur Gemeinde Campanet gehören folgende Orte:
- Campanet (2241 / 2580 Einwohner)
- Ullaró (21 / 21 Einwohner)

Die Einwohnerzahlen in Klammern stammen vom 1. Januar 2008. Die erste Zahl gibt dabei die Einwohner der geschlossenen Ortschaften an, die zweite Zahl die Einwohner der Orte einschließlich der hinzu zu rechnenden „verstreut“ lebenden Bevölkerung außerhalb der eigentlichen Siedlungen. (Quelle: INE)

### Klima
In Campanet werden das ganze Jahr über Niederschläge registriert. Der trockenste Monat ist der Juli mit durchschnittlich 10,6 l/m². Die höchste Niederschlagsmenge verzeichnet man im Oktober mit 131,4 l/m². Die höchste Niederschlagsmenge wurde am 1. Oktober 1973 registriert, wo 207 l/m² fielen.

## Geschichte
Die Vermutung, dass der Ortsname seinen Ursprung in „campana“ oder „campaneta“ (Glocke, Glöckchen) hat, liegt nahe, ist aber falsch. Vielmehr ist Campanet eine Verbindung des spätlateinischen capanna mit dem arabischen Plural kapanät, was so viel heißt wie Gruppierung von Schäferhütten und darauf hinweist, dass diese Gegend seit prähistorischen Zeiten kontinuierlich bewohnt war.
Zur Zeit der Maurenherrschaft gehörte diese Ansiedlung zusammen mit der Siedlung von Ullaró zum Bezirk von Inca und bildete den Kern, um den der Ort im Mittelalter wuchs. Wie dem Buch zur Gebietsaufteilung von Jaume I. zu entnehmen ist, hatte Campanet nach der katalanischen Eroberung eine Fläche von 18 Juchart, bzw. 288 Quarterades (eine Quarterada – 71,03 Ar) und bildete zusammen mit Búger, dem heutigen Gut von Ullaró und Sa Pobla eine einzige Gemeinde, die als königlicher Anteil den Edelmännern aus Barcelona zugewiesen war. Das nahe den Höhlen befindliche ursprüngliche Gotteshaus wurde auf der Kuppe des Tel errichtet, wahrscheinlich über einen noch älteren Bau. Die heutige Kapelle von Sant Miquel ist seit dem Jahre 1248 Pfarrkirche, wie aus einer Aufzeichnung des Papstes Innozenz IV. hervorgeht. Im Jahre 1315 ging die kirchliche Trägerschaft auf Sa Pobla über, von 1368 bis ins Jahr 1425 wieder auf Sant Miquel, als diese auf eine neue, im Ortszentrum errichtete Kirche übertragen wird. Diese kirchlichen Unbeständigkeiten gingen mit den politischen Hand in Hand. Durch die eifrige Städtegründungspolitik des Königs Jaume II. wurde Campanet im Jahre 1300 Sa Pobla angeschlossen. Nach etlichen Auseinandersetzungen und Ersuchen der Schöffen von Campanet wurde Campanet 1368 auf Bewilligung von Pere dem Zeremoniösen zusammen mit den Bezirken Búger und Ullaró als Gemeinde und Pfarrei selbstständig. Die letzte Veränderung geschah 1823, als auch Búger eine eigenständige Gemeinde wurde. Die heutige Pfarrkirche wurde in Verehrung der Unbefleckten Empfängnis über eine noch ältere erbaut. Mit dem Bau wurde im Jahre 1717, zu Zeiten des Pfarrers Miquel Martí Tamorer (seine Gruft befindet sich im Zentrum der Kirche, unter dem Presbyterium), begonnen; 1774, nach einigen Unterbrechungen, war die Kirche fertiggestellt.
| Jahr      | 1842  | 1877  | 1887  | 1900  | 1910  | 1920  | 1930  | 1940  | 1950  | 1960  | 1970  | 1981  | 1991  | 2001  | 2011  |
| --------- | ----- | ----- | ----- | ----- | ----- | ----- | ----- | ----- | ----- | ----- | ----- | ----- | ----- | ----- | ----- |
| Einwohner | 2.144 | 2.866 | 2.911 | 2.981 | 2.996 | 3.183 | 3.075 | 2.824 | 2.792 | 2.593 | 2.333 | 2.127 | 2.183 | 2.309 | 2.612 |

## Sehenswürdigkeiten

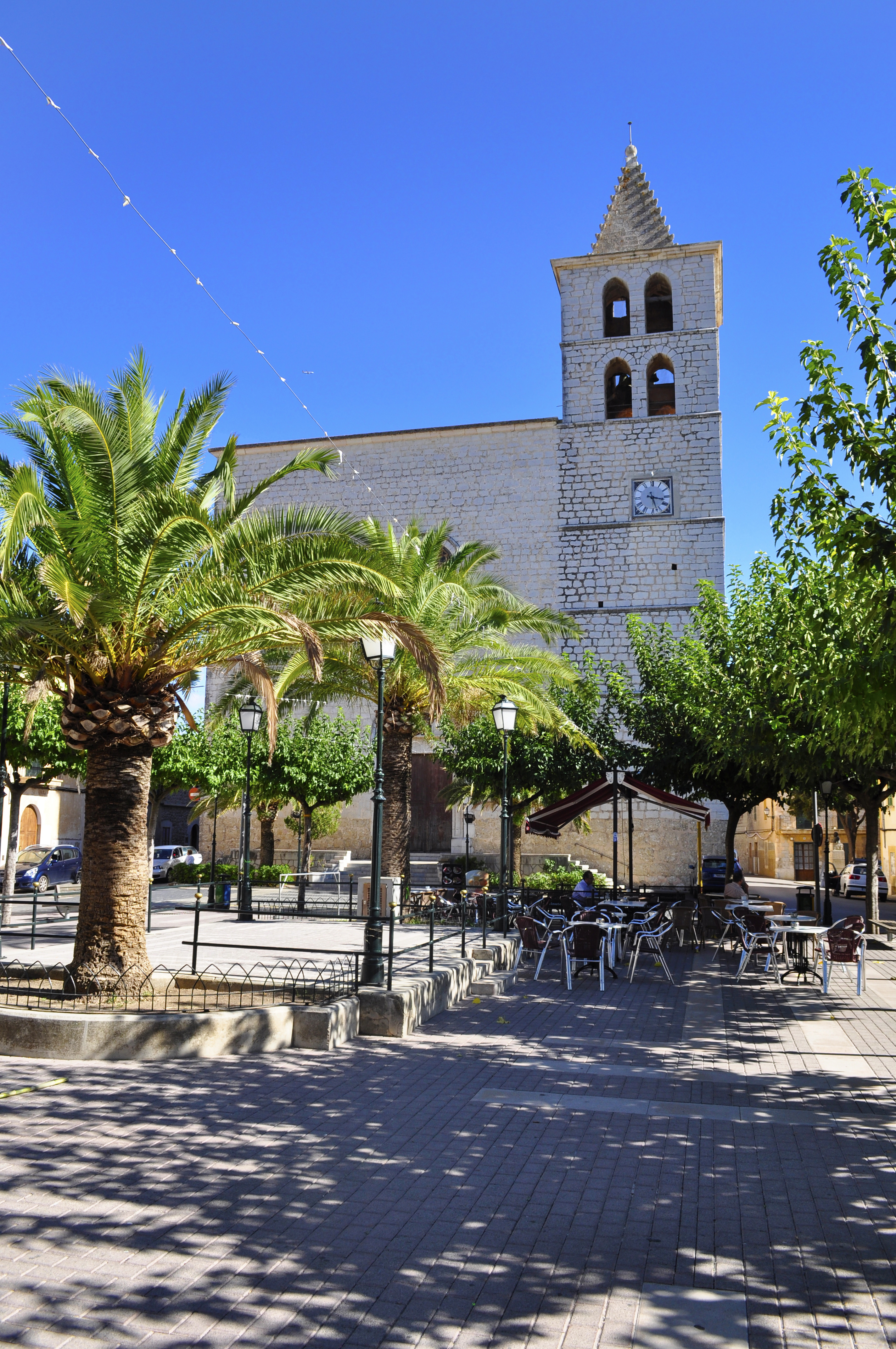
Iglesia Campanet

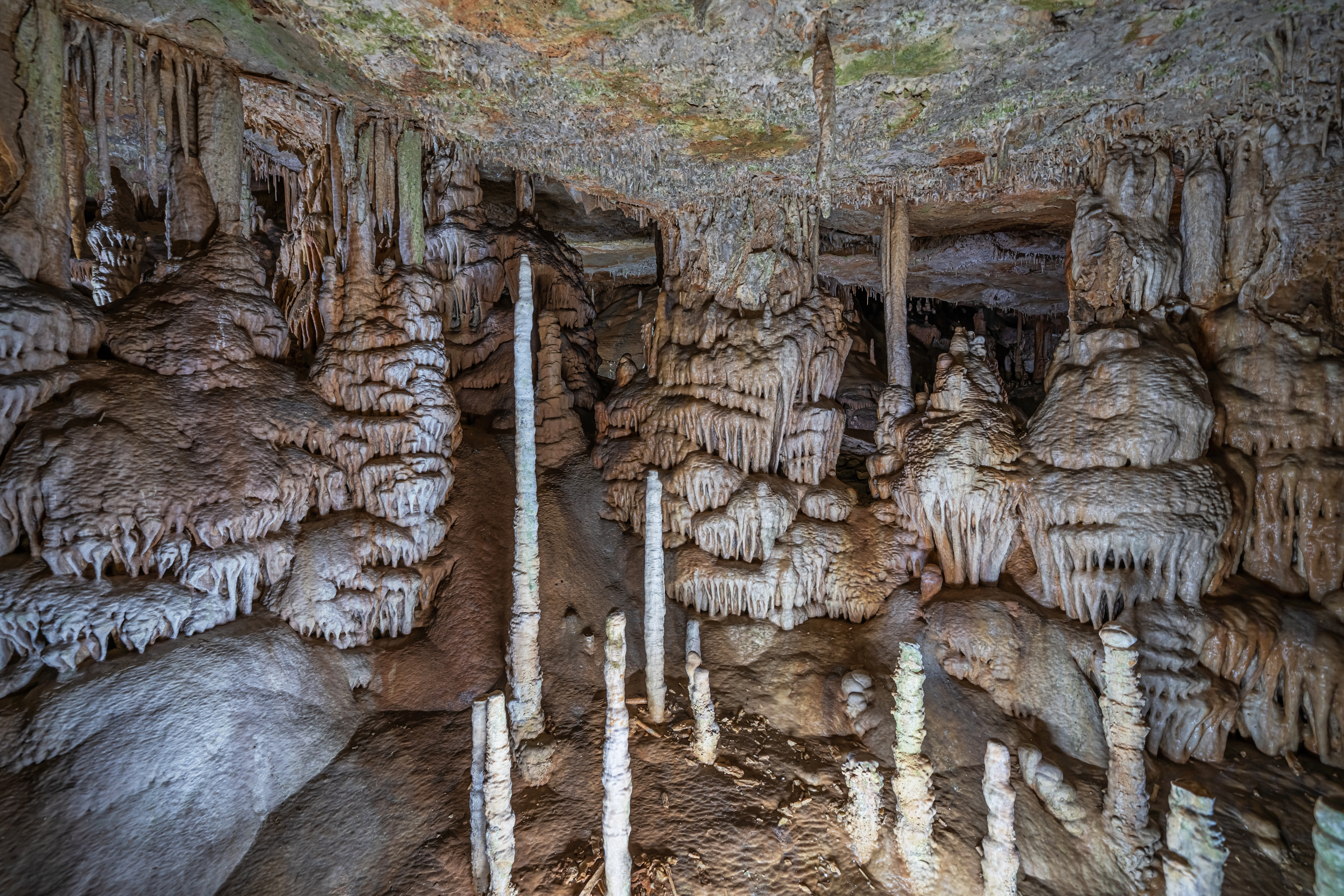
Coves de Campanet

Bei einem Spaziergang durch das Dorf kann man interessante Beispiele herrschaftlicher und auch volkstümlicher Architektur entdecken. Hervorzuheben sind die Häuser Massana (plaça Major, 7) – mit zwei Renaissancefenstern – und Biniatró (calle Sant Miquel, 27), Can Ferrer Nou (cantó del Càrritx, 21), Can Muntaner (cantó des Càrritx, 27) und Ca n’Arnavet (calle de la Creu, 34). Auf das Wohnhaus des Schriftstellers und Humanisten Llorenç Riber i Campins (calle Major, 27) und auf das Geburtshaus des Schriftstellers und Journalisten Miquel dels Sants Oliver (calle de Miquel dels Sants Oliver, 14), beide Ehrenbürger von Campanet, weisen Gedenktafeln hin. Architektonisch wichtig ist auch die mittelalterliche Kirche Sant Miquel (13. – 14. Jahrhundert). Eine Volksgeschichte besagt, dass die Kirche aus einem Herrenhaus entstand, das aufgrund von Überschwemmungen verlassen worden war. Interessant im Ort selber ist der Straßenverlauf, die Wassermühle von sa Cova des Fangar und die Windmühlen, von denen noch einige zu sehen sind.
- Capella Sant Miquel: Die Kapelle des Sant Miquel wurde von den christlichen Siedlern nach der Eroberung Mallorcas durch Katalonien im Jahre 1229 im frühgotischen Stil erbaut. Das Kirchenschiff wird durch Trennbögen unterteilt. Hervorzuheben sind das Altarwerk mit einem Bildnis des Heiligen Michael aus dem 16. Jahrhundert sowie ein geschnitzter Christus unterhalb des zur rechten liegenden Rosenaltars, ebenfalls aus dem 16. Jahrhundert.
- Coves de Campanet: Die Höhlen von Campanet wurden im Juni 1945 entdeckt. Sie haben eine Durchschnittstiefe von 50 m, eine Oberfläche von 3.200 m² und ein Volumen von 16.000 m³. Die Entfernung vom Ausgangs- bis zum Endpunkt beträgt 400 m. Bei dem Durchgang wird der Besucher die winzigen unterirdischen Seen sowie die durch ihre dünnen und weißen Formationen beeindruckenden Säle mit so fantasievollen Namen wie Sala Romàntica, Capella de la Verge, Els Enamorats, Sala del Llac, Castell de les Fades, Sala de la Palma, Cascada Sonora und l’Elefant Blanc bewundern.
- Sínia de Gabellí Petit: Am Eingang zu dem Landgut Gabellí befindet sich ein typisch mallorquinisches Schöpfrad.
- Monnàber Nou: Das für den Agrotourismus umgebaute Landgut Monnàber Nou erreicht man, indem man Richtung Dorf auf einen schmalen Weg rechts abbiegt.
- Kirche und Hauptplatz: Die den Dorfplatz und das Ortszentrum beherrschende Pfarrkirche hat eine schlichte, für den mallorquinischen Barock typische Außenfassade.
- La Sala Vella (das ehemalige Rathaus): Bau aus dem 16. Jahrhundert. Hervorzuheben ist das Rundportal im Erdgeschoss sowie die ins erste Stockwerk führende, von einem achteckigen Pfeiler getragene, Treppe aus Ziegelstein.
- Creus del Terme: sind die Gemeinde markierende Wegekreuze
- Pou d'en Gatell: Der schon im 13. Jahrhundert erwähnte Brunnen von Gatell liegt an der Ortseinfahrt in Richtung Selva. Er wurde bis in die 1960er Jahre als öffentlicher Brunnen benutzt.
- Abeurador del Camí blanc. Tränke am Camí blanc.
- Alquería d’Ullaró. Alte ländliche Ansiedlung von Ullaró.
- Sonnenuhr der Kirche.

### Feste
- Romería de Sant Miquel. Wallfahrt am Osterdienstag
- Maienfest. Zweiter Sonntag im Mai
- Sant Victorià. Erste Juliwoche
- Sant Miquel. 29. September

### Markt
- Dienstags Wochenmarkt

## Wirtschaft und Tourismus
Bis in die 1940er Jahre beschränkte sich die lokale Wirtschaft ausschließlich auf den landwirtschaftlichen Sektor. Im Jahre 1945 verzeichnete die Schuhindustrie ein spektakuläres Wachstum: in diesem Jahr stellte sie 422.000 Paar Schuhe her, die auf Mallorca, Kuba und bei der Armee abgesetzt wurden. In der Gegenwart spielen der Bausektor und die Dienstleistungsunternehmen für den Tourismus von Alcúdia die Hauptrolle. Die Einwohner führen ein recht aktives Gesellschaftsleben, das sich in den Sommermonaten auf dem Dorfplatz abspielt, wo ein lebhaftes Treiben herrscht und man sich angeregt unterhält.